# Lac Melville (circonscription électorale)
Circonscription électorale provinciale du Canada
Lac Melville (en anglais : Lake Melville) est une circonscription électorale provinciale de la Chambre d'assemblée de la province canadienne de Terre-Neuve-et-Labrador.

## Liste des députés
| Lac Melville |                    |                           |                |             |
| Député       | Député             | Parti                     | Mandat         | Législature |
|              | Ernie McLean (en)  | Libéral                   | 1996 - 1999    | 43e         |
|              | Ernie McLean (en)  | Libéral                   | 1999 - 2003    | 44e         |
|              | John Hickey (en)   | Progressiste-conservateur | 2003 - 2007    | 45e         |
|              | John Hickey (en)   | Progressiste-conservateur | 2007 - 2011    | 46e         |
|              | Keith Russell (en) | Progressiste-conservateur | 2011 - 2015    | 47e         |
|              | Perry Trimper (en) | Libéral                   | 2015 - 2019    | 48e         |
|              | Perry Trimper (en) | Libéral                   | 2019 - 2020    | 49e         |
|              | Perry Trimper (en) | Indépendant               | 2020 - 2021    | 49e         |
|              | Perry Trimper (en) | Indépendant               | 2021 - 2022    | 50e         |
|              | Perry Trimper (en) | Libéral                   | 2022 - présent | 50e         |